# Noggin
Noggin fue un servicio de suscripción. Noggin fue lanzado originalmente como un canal de televisión por suscripción y también como un sitio web interactivo que se transmitía en Estados Unidos y Reino Unido. El canal tenía como objetivo ayudar con el aprendizaje de los niños a partir de los 2 años. Era de propiedad conjunta de Nickelodeon (Paramount Global) y de Sesame Workshop.
Noggin transimitió como un canal de televisión por suscripción entre los años 1999 y 2009 en los Estados Unidos. En Reino Unido fue un bloque emitido en Nick Jr.

## Historia
En los Estados Unidos, Noggin fue un canal dirigido a los niños. El canal inició emisiones el 2 de febrero de 1999, siendo propiedad joint venture entre Viacom y Children's Television Workshop (CTW). El canal se originó con un enfoque educativo dirigido a niños de entre 5 y 11 años, emitiendo tanto programación de CTW como Sesame Street, The Electric Company o 3-2-1 Contact, programación de Nickelodeon como Las Pistas de Blue, La Ventana de Allegra o Doug. 
El 1 de abril de 2002, Noggin dividió su agenda en dos bloques. Durante el día, se emitió un bloque para niños en edad preescolar. Durante la noche, se emitió un bloque para adolescentes (llamado The N, que significa Noggin). La mayoría de los programas de los primeros años del canal, como A Walk in Your Shoes y Sponk, solo se emitieron durante The N a partir de entonces.
En agosto de 2002, Sesame Workshop vendió su participación del 50% en Noggin a Viacom. Al mismo tiempo, Sesame Workshop firmó un acuerdo de coproducción para producir nuevos programas para Noggin.
En agosto de 2007, Nickelodeon anuncia que Noggin y The N se separarán y pasarán a ser canales independientes, con The N tomando el lugar de Nickelodeon GAS. El cambio ocurrió el 31 de diciembre de 2007.
El 28 de septiembre de 2009, el canal Noggin fue reemplazado por un nuevo canal que lleva el nombre del bloque Nick Jr. de Nickelodeon.
En 2015, Noggin fue revivido ahora como una plataforma digital donde se pueden ver los antiguos programas que fueron posteriormente emitidos en Noggin y algunos nuevos programas emitidos en Nick Jr. 
Noggin cuenta actualmente con una versión para dispositivos móviles, que puede ser instalada por medio de Android o iOS a través de sus respectivas tienda de aplicaciones. Esta versión de Noggin solo está disponible en los Estados Unidos y Latinoamérica.
A inicios de 2024, se anunció que la plataforma de Noggin será discontinuada para el 2024 y sus contenidos serán migrados a Paramount+ bajo la marca Nick jr.

### En el Reino Unido
En el Reino Unido, fue una bloque para niños que se transmitía dentro de Nick Jr. entre agosto de 2004 y mayo de 2005, enfocado a programas infantiles clásicos. El bloque se transmitía de 8PM a 10PM. Luego desde 2006 a 2009 fue llevado al canal TMF, que se transmitía de 7:00 AM a 9:00 AM todos los días. Luego tras el cierre de ese canal se transmitió en el canal VIVA Reino Unido hasta marzo de 2010.

## Programas
- Tres-Dos-Uno Penguins!
- Las pistas de Blue
- La isla Gullah Gullah
- Dora la exploradora
- Franklin
- Go, Diego, Go!
- El diván de Valentina
- LazyTown
- Pequeño Oso
- Maggie y la bestia feroz
- Maisy
- Big Kids
- Max y Ruby
- El fantástico mundo de Richard Scarry
- Las aventuras de Miss Spider
- Oobi
- Oswald
- Real Life 101
- Los Nuevos Misterios del Fantasma Escritor
- Pinky Dinky Doo
- La calle del zoológico 64
- Backyardigans
- Lamb Chop's Play-Along
- Little Bear
- Pequeño Bill
- Las mascotas maravilla
- Wow! Wow! Wubbzy!
- Uno Dos Tres Plaza Sesamo
- Tres- Dos- Uno- Contact
- A Walk In Your Shoes
- La ventana de Allegra
- Bill Nye the Science Guy
- Toot y Puddle
- Beakman's World
- Bob el constructor
- Sponk!
- Cro
- Doug
- David Thomason
- El castillo de Eureka
- El Fantasma Escritor
- Miffy y sus amigos
- Nick News
- Dirk Niblick of the Math Brigade
- Cooking for Kids with Luis
- The Upside Down Show
- Romper Room
- Rubbadubbers
- Today's Special
- Square One TV
- On the Team
- Sesame Street
- Sesame Street Unpaved
- The Electric Company
- Play with Me Sesame
- The Phred On Your Head Show
- The URL with Phred Show
- Theodore Tugboat
- Connie, la vaquita
- Pequeños Planetas
- Tweenies
- The Wild Side Show
- Yo Gabba Gabba!
- Moose y Zee
- Ositos Cariñositos: Libera la magia (solo aplicación)

## Presentadores
Moose y Zee fueron los presentadores/anfitriones o mascotas de Noggin durante su ciclo en la televisión y también posteriormente lo fueron en la aplicación por suscripción de Noggin. 
Moose: Es un alce de color amarillo. Fue creado para actuar como un maestro, brindando información y educación entre los programas de Noggin.
Zee: Es una búho de color azul. Fue creada principalmente como una suplente para la audiencia preescolar.
En 2015, cuando Noggin se relanzó como una aplicación movil de suscripción, Moose y Zee se reintrodujeron como anfitriones de la aplicación. Continuaron alojándose en la aplicación hasta 2019 cuando se rediseñó la aplicación y posteriormente la presencia de ellos se limitó.